# Driewegen (Biervliet)
Driewegen ist eine niederländische Bauerschaft nahe Biervliet innerhalb der Gemeinde Terneuzen in der Provinz Zeeland.
Sie liegt in der Region Zeeuws-Vlaanderen an der Provinzstraße N678. Ursprünglich umfasste sie die Straßen Driewegenweg, Hoofdplaatseweg und Oudeweg. Eingeschlossen in die beiden letztgenannt entstand später noch der Burgermeester Verplankeplein.
Die meisten Wohnhäuser sind zusammenstehend einige aber auch versprengt. Zudem gibt es mehrere Bauernhöfe und eine Tankstelle im Süden.

## Namensherkunft
Die Bauerschaft verdankt den Deichen Amaliapolder, Sint Pieterspolder und Helenapolder ihren Namen, die sich hier alle treffen.

## Naturgebiet
Unmittelbar nördlich befindet sich eine Wiesenfläche von 14 ha, auf der noch bis zum 20. Jahrhundert der Laubfrosch sein einziges Habitat in der Gemeinde Terneuzen hatte. Danach verschwand der Frosch jedoch und nach einer Umgestaltung zu einem Naturschutzgebiet kehrte dieser zurück. Das Gebiet gehört heute der Staatsbosbeheer und es führt ein Wanderweg am Rand um es herum.